# 马克西·洛佩斯
马克西米利亚诺·加斯顿·洛佩斯（Maximiliano Gastón López，1984年4月3日—），阿根廷已退役足球运动员，司职前锋。

## 荣誉

### 巴塞罗那
- 西甲联赛冠军: (2次) 2004–05,2005–06
- 欧洲冠军联赛: (1次) 2005–06